# Pheidole scrobifera
Pheidole scrobifera är en myrart som beskrevs av Carlo Emery 1896. Pheidole scrobifera ingår i släktet Pheidole och familjen myror. Inga underarter finns listade i Catalogue of Life.